# Joseph Theodor von Ruesch

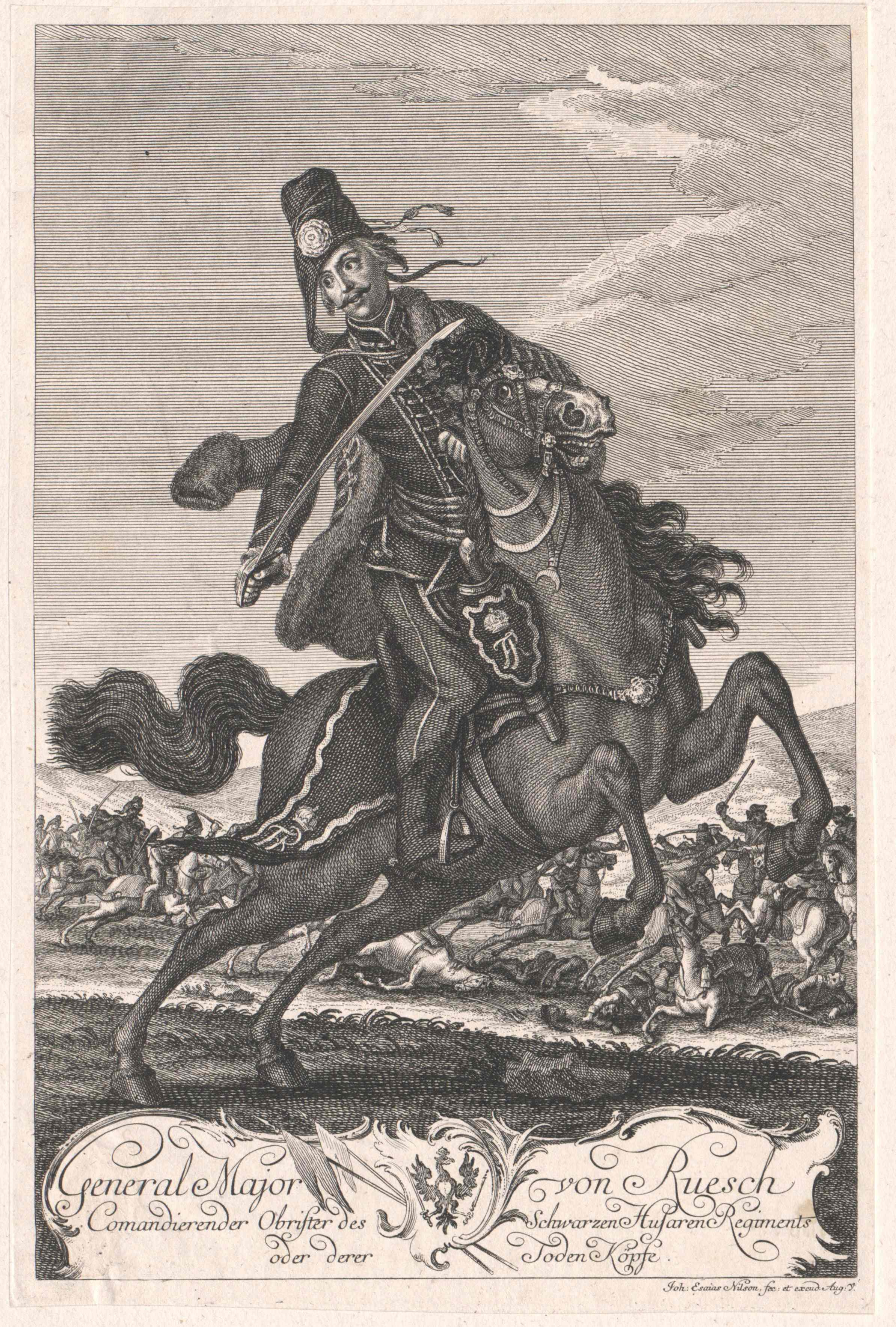
Josef Theodor Freiherr von Ruesch

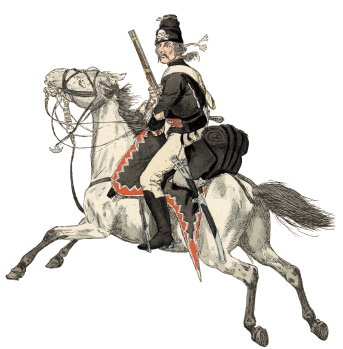
Ruesch-Husaren um 1756 (nach Richard Knötel Uniformkunde)

Freiherr Joseph Theodor von Ruesch (* 1709 in Kronstadt, Siebenbürgen; † 1769 in Jawornitz) war ein königlich-preußischer Generalmajor, Regimentschef der „Schwarzen Husaren“ sowie Ritter des Pour le Mérite und Amtshauptmann von Ragnitz.

## Leben
Ruesch stammte aus Siebenbürgen in Rumänien (damals: Ungarn), wo sein Vater Kronrichter war. Er wurde von Jesuiten erzogen. In seiner Jugend kam er nach Neapel, wo er einen jungen Napolitaner im Duell tötete. Nur mit Hilfe einiger Mönche konnte er nach Österreich entkommen. Er ging nach Wien, wo er Pardon bekam und zu den Husaren versetzt wurde. Im Ersten Schlesischen Krieg im Vorfeld der Schlacht bei Mollwitz kämpfte er in Olbendorf bei Grottkau erfolgreich gegen die Preußen. Als andere vor ihm befördert wurden, wurde er unzufrieden. Durch Vermittlung des preußischen Majors von Borck wechselte er 1743 aus österreichischen in preußische Dienste. Er machte die Bekanntschaft von Zieten und Winterfeldt, und bereits 1744 erhielt er das Kommando über die „Schwarzen Husaren“ und wurde zum Oberst ernannt. Das Regiment bestand aus Soldaten aus allen möglichen Ländern, aber Ruesch konnte sich durchsetzen. Im Zweiten Schlesischen Krieg konnte er sich in der Schlacht bei Hohenfriedberg auszeichnen und erhielt dafür den Pour le Mérite, die Stelle des Amtshauptmann von Ragnitz sowie eine zusätzliche Pension von 500 Talern. Sein Regiment durfte zudem die in der Schlacht bei Hennersdorf eroberten sächsischen Pauken behalten. Im Juni 1750 wurde er Generalmajor. Er war in seinem Garnisonsort sehr beliebt, hauptsächlich dadurch, dass er sich bemühte, die Ausrüstung vor Ort zu bekommen. So trug er zur Belebung der örtlichen Wirtschaft bei.
Im Siebenjährigen Krieg war er in Ostpreußen stationiert. Er wollte gleich gegen die Russen vorrücken, aber der Generalfeldmarschall Lehwaldt wollte davon nichts wissen. Vor der Schlacht bei Groß-Jägersdorf waren so viele seiner Husaren abkommandiert, dass nur noch 300 Mann zur Verfügung standen und das Regiment daher an der Schlacht nicht teilnahm.
Er und seine Husaren waren 1758 in der Schlacht bei Zorndorf, wo sie dadurch auffielen, dass die den Tross plünderten und sich aus den erbeuteten Branntweinfässern berauschten. Sie waren danach kampfuntauglich. Ruesch erkrankte etwas später, was ihm der König aber nicht glaubte. So wurde er nach Stettin beordert, wo er zunächst unter Arrest blieb. Sein Freund, der General Paul von Werner, erreichte aber seine Freilassung. Er wurde 1759 freigestellt, blieb aber bis 1762 Chef des Regiments und zog sich auf sein Gut Jawornitz (bei Lublinitz) in Oberschlesien zurück, wo er 1769 starb.
Am 18. September 1753 wurden er und seine drei Brüder – einer war Hauptmann im „Füsilier-Regiment Prinz Heinrich“ – sowie ihre Nachkommen in den Freiherrenstand erhoben.

## Familie
Er heiratete in Wien Freiin Katharina von Metternich und hatte Kinder.
Er war danach mit einer von Mechel verheiratet, mit der er vier Töchter hatte: Ernestine, Katharina, Aloisia und Sophia.
- Josepha (* 1746; † 1. November 1818) ⚭ Karl von Paczensky[3]